# Диацереин
Диацереи́н — лекарственное средство, нестероидный противовоспалительный препарат, применяется при первичном и вторичном остеоартрозе. Международное название — Diacerein, также известен как Diacetylrhein, Артрокер, Диафлекс.

## Свойства
Диацереин — производное антрахинона, диацетилированное производное реина.

## Фармакология
По данным разработчика препарата, диацереин, метаболизируясь до активного метаболита — реина, ингибирует активность интерлейкина-1, который играет важную роль в развитии воспаления и деградации хряща при остеоартрозе. Ингибирует действие других цитокинов (в том числе интерлейкина-6, ФНО альфа). Действие развивается через 2−4 недели. Диацереин также замедляет образование металлопротеиназ (коллагеназа, эластаза), которые участвуют в процессе повреждения хрящевой ткани. При длительном применении диацереин стимулирует синтез протеогликанов и не влияет на синтез ПГ.

## Рекомендации относительно использования диацереина
1. Из-за возможных осложнений, которые могут возникнуть в результате диареи у пожилых людей, диацереин больше не рекомендуется для пациентов в возрасте 65 лет и старше.
2. Рекомендуется, чтобы пациенты начинали лечение с половины нормальной дозы (то есть 50 мг в день вместо 100 мг в день) и прекратили прием диацереина в случае возникновения диареи.
3. Он не должен использоваться пациентами с заболеванием печени в анамнезе, и врачи должны контролировать своих пациентов на предмет ранних признаков проблем с печенью.
4. Использование диацереина должно ограничиваться только лечением симптомов остеоартрита, поражающих бедро или колено.
5. Диацереин не следует назначать во время беременности и кормления грудью.

## Фармакокинетика
Быстро всасывается из ЖКТ, биодоступность увеличивается на 25 % при одновременном приеме с пищей. Время достижения максимальной концентрации (TCmax) — 144 минуты. При однократном приеме 50 мг максимальная концентрация (Cmax) — 3,15 мг/л, при многократном приеме в связи с кумуляцией препарата Cmax повышается. Полностью деацетилируется до реина. Связь реина с белками (альбумином) практически 100 %. Реин проникает через плацентарный и гематоэнцефалический барьеры. Период полувыведения (T1/2) — 255 минут. Выводится почками в неизмененном виде (20 %), в виде глюкуронида (60 %), в виде сульфата (20 %).
Продолжительность лечения может быть длительной. До наступления терапевтического эффекта диацереин можно принимать одновременно с анальгезирующими лекарственными средствам (в том числе другими нестероидными противовоспалительными препаратами).